# Capitale de l'Hetmanat
La réserve nationale historique et culturelle « Capitale de l'Hetmanat » ( ukrainien : Гетьманська столиця , Hetmanska stolytsia ) ou simplement Capitale de l'Hetmanat est une réserve historique et culturelle ukrainienne d'importance nationale. Elle est créée en 1993 sur la base d'un complexe de monuments historiques, culturels et naturels liés à l'histoire des cosaques ukrainiens pendant l'Hetmanat. Elle se situe sur le site de la résidence de l'Hetman du Sitch zaporogue - Demyan Ignatovych, Ivan Samoïlovitch, Ivan Mazepa et Kyrylo Rozoumovsky. Elle est gérée par le Ministère ukrainien de la culture et de la politique de l'information.

## Description

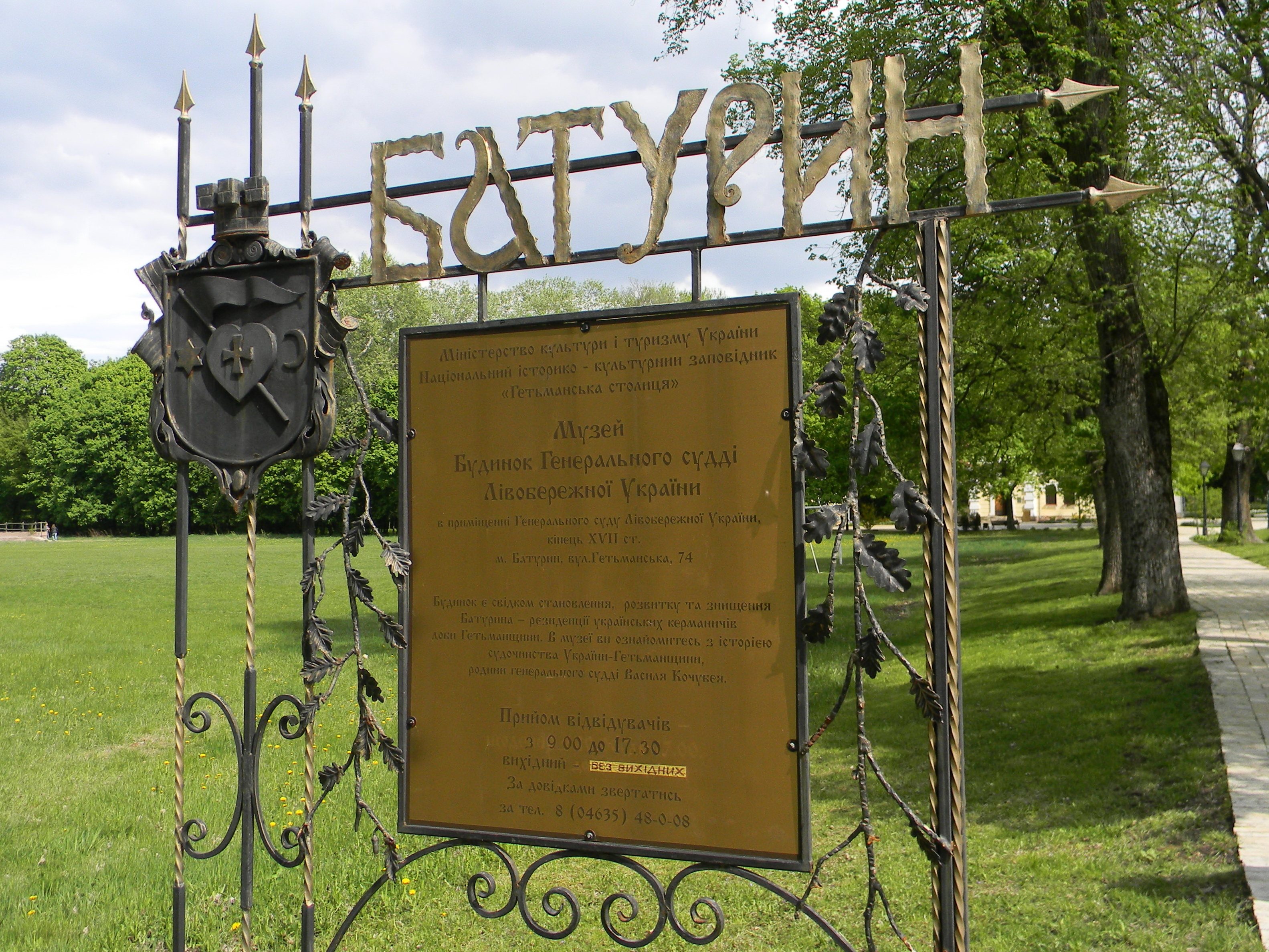
Entrée de la réserve.

La réserve contient 39 sites du patrimoine culturel. Ce sont des monuments d'archéologie, d'architecture, de jardin et d'art monumental, et d'histoire. Sites d'importance nationale:
- Le palais de l'Hetman Kyrylo Rozoumovsky est le seul palais d'Hetman en Ukraine. Construit en 1799-1803 par le célèbre architecte écossais Charles Cameron.
- La maison du tribunal général (maison de Vassili Kotchoubeï) de la fin du XVIIe siècle possède une architecture baroque ukrainienne rare qui a survécu jusqu'à nos jours.
- Église de la Résurrection – le tombeau de l'Hetman Kyrylo Rozoumovsky, 1803 – une église avec une sépulture rare pour l'Ukraine d'un homme d'État de l'époque cosaque.
- Le clocher du monastère de Batouryn Mykolayiv Krupitsky, 1823-1825 - partie de l'ensemble du monastère Krupitsky.
- Monument aux victimes de la tragédie de Batouryn de 1708 (2004) - érigé en l'honneur de milliers de défenseurs et de civils de Batouryn, qui ont été tués sur ordre du tsar russe Pierre Ier pour se venger de l'alliance de l'Ukrainien Hetman Mazepa avec le roi suédois Charles XII[2].

## Historique
Immédiatement après la création de l'institution, les travaux de préservation des monuments et les recherches sur ceux-ci et sur la formation de la collection commencent. À l'initiative de la direction de la réserve en 1995 sur le territoire de Batouryn commence la recherche archéologique de l'Université pédagogique d'État de Tchernihiv T. Chevtchenko et l'Institut d'archéologie de l'Académie nationale des sciences d'Ukraine. Les matériaux obtenus par l'expédition archéologique et leur publication ont attiré l'attention du grand public et des autorités sur Batouryn. Depuis lors, des fouilles à Batouryn ont lieu chaque année. Depuis 1997, la réserve de la capitale de l'Hetmanat organise des conférences scientifiques intitulées Batouryn Readings. Depuis 2008, une collection d'ouvrages scientifiques Batouryn Antiquity est publiée.
Depuis 2003, sous les auspices de Viktor Iouchtchenko, une restauration à grande échelle des monuments de la réserve est réalisée à Batouryn. Des monuments architecturaux sont restaurés : la maison du juge général Vassili Kotchoubeï, l'église de la résurrection, le palais de Kyrylo Rozoumovsky et l'église de la résurrection. Le complexe architectural et commémoratif "Citadelle de la forteresse de Batouryn".
La collection de stock de la réserve compte actuellement près de 20 000 pièces. Il est formé par le travail du personnel de l'établissement. La coopération avec les agences gouvernementales, les artistes et les philanthropes a joué un rôle important à cet égard. La réserve de capital de Hetman est également une importante institution de recherche.

## Musées

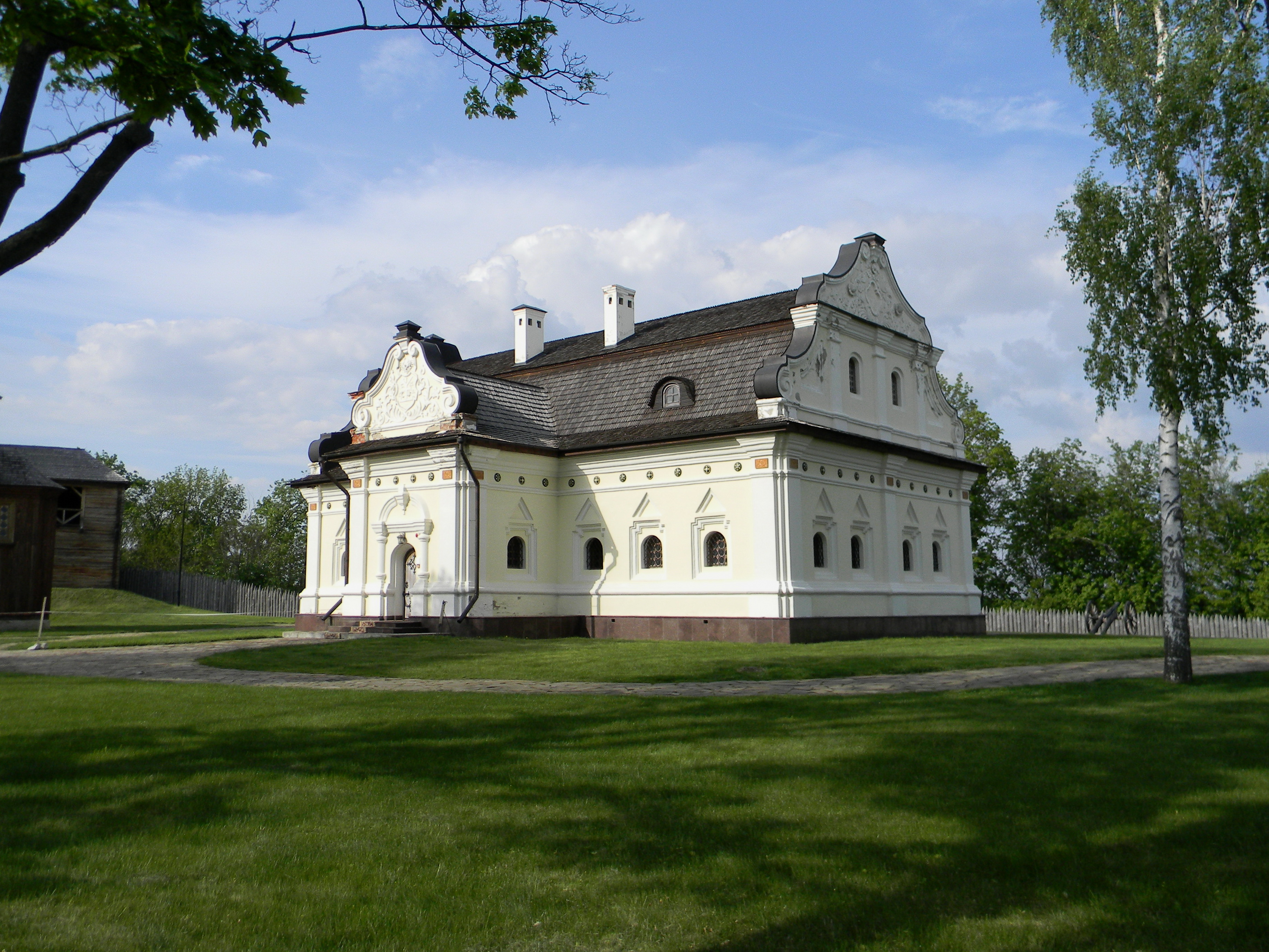
Maison de l'hetman.

- Musée d'archéologie de Batouryn
- Forteresse de la Citadelle de Batouryn (en)
- Musée Kotchoubeï.
- Palais Razoumovski

## Galerie d'images

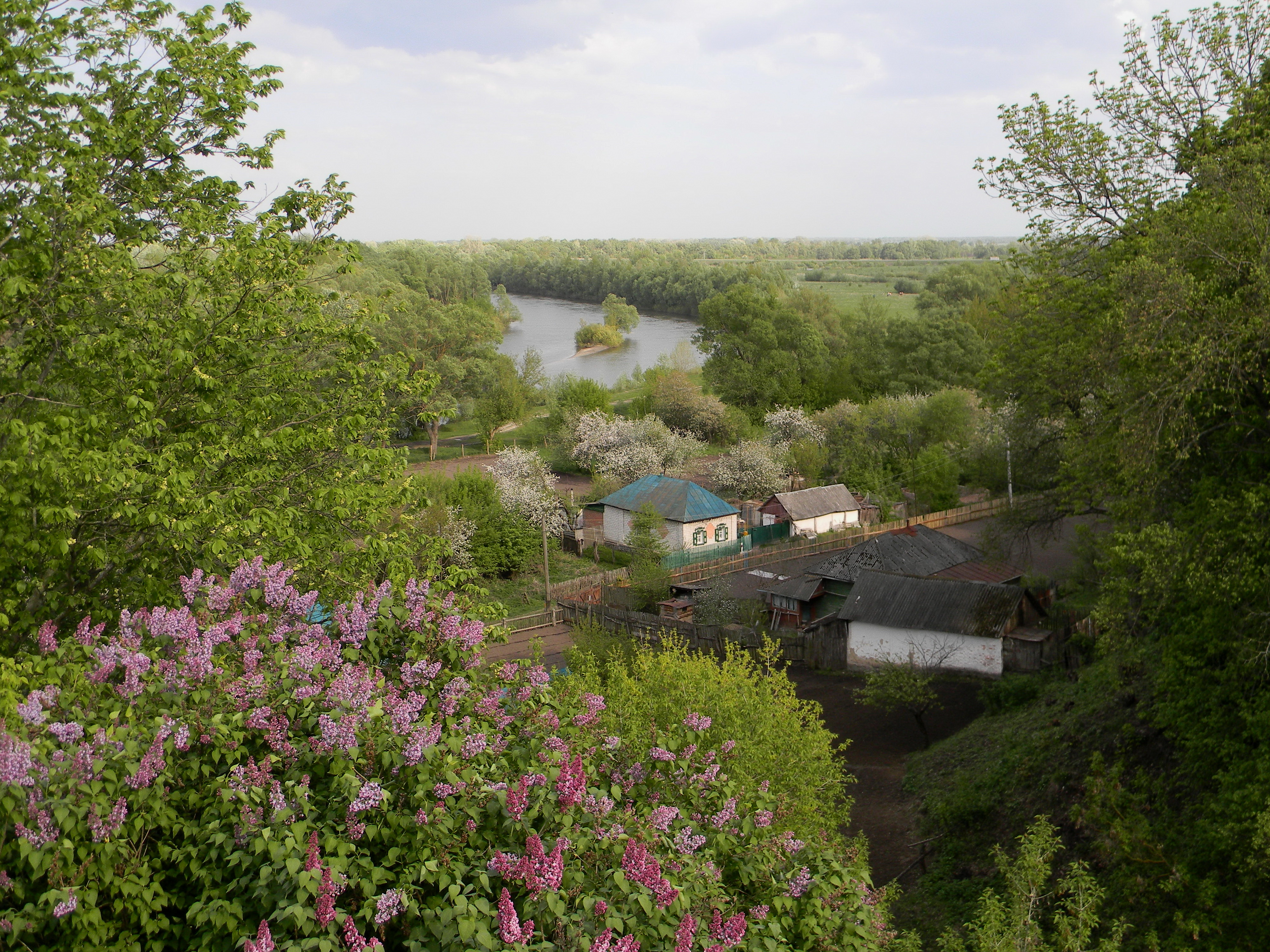
Nature.
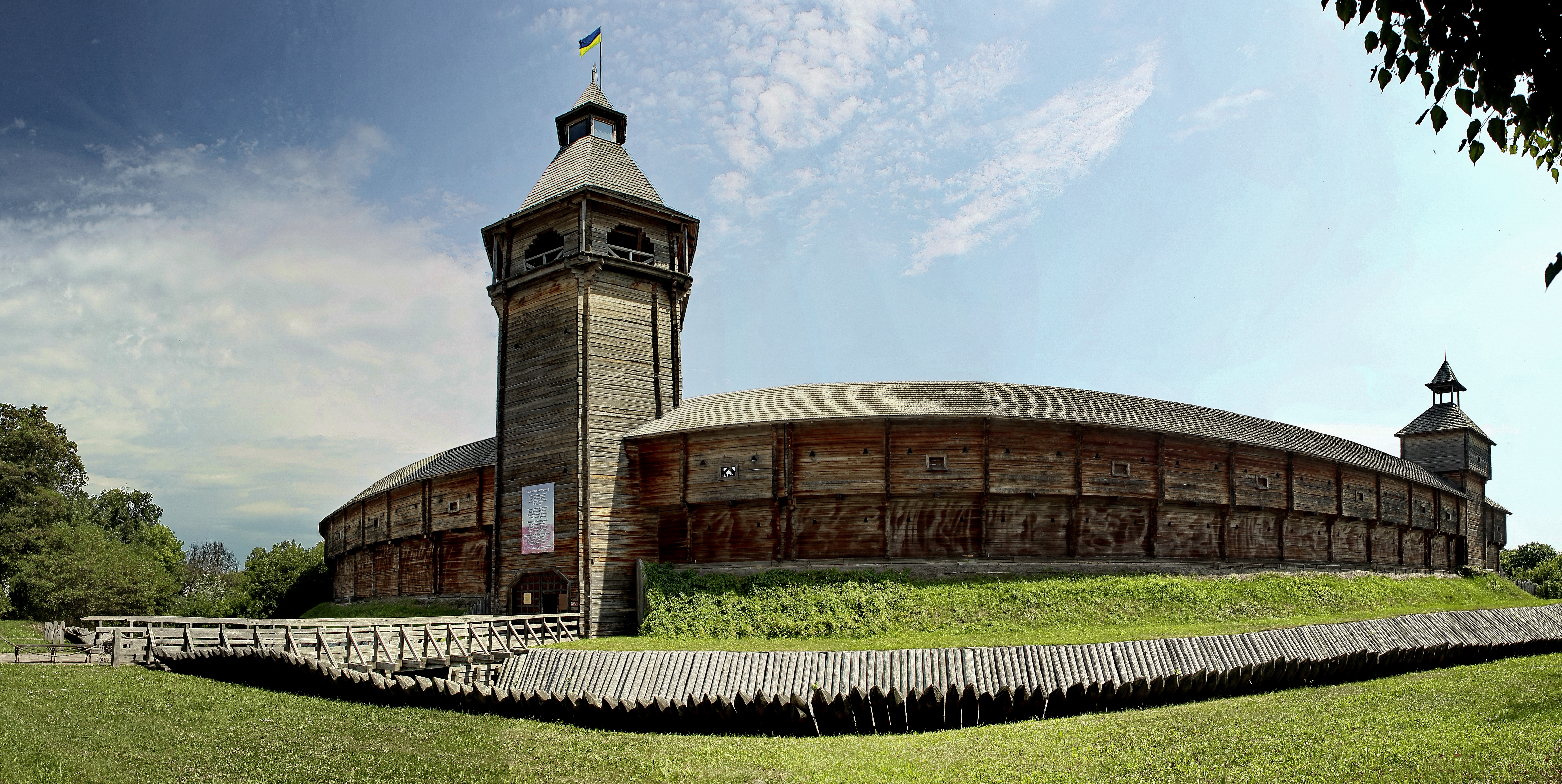
Forteresse de la Citadelle de Batouryn classée[5].
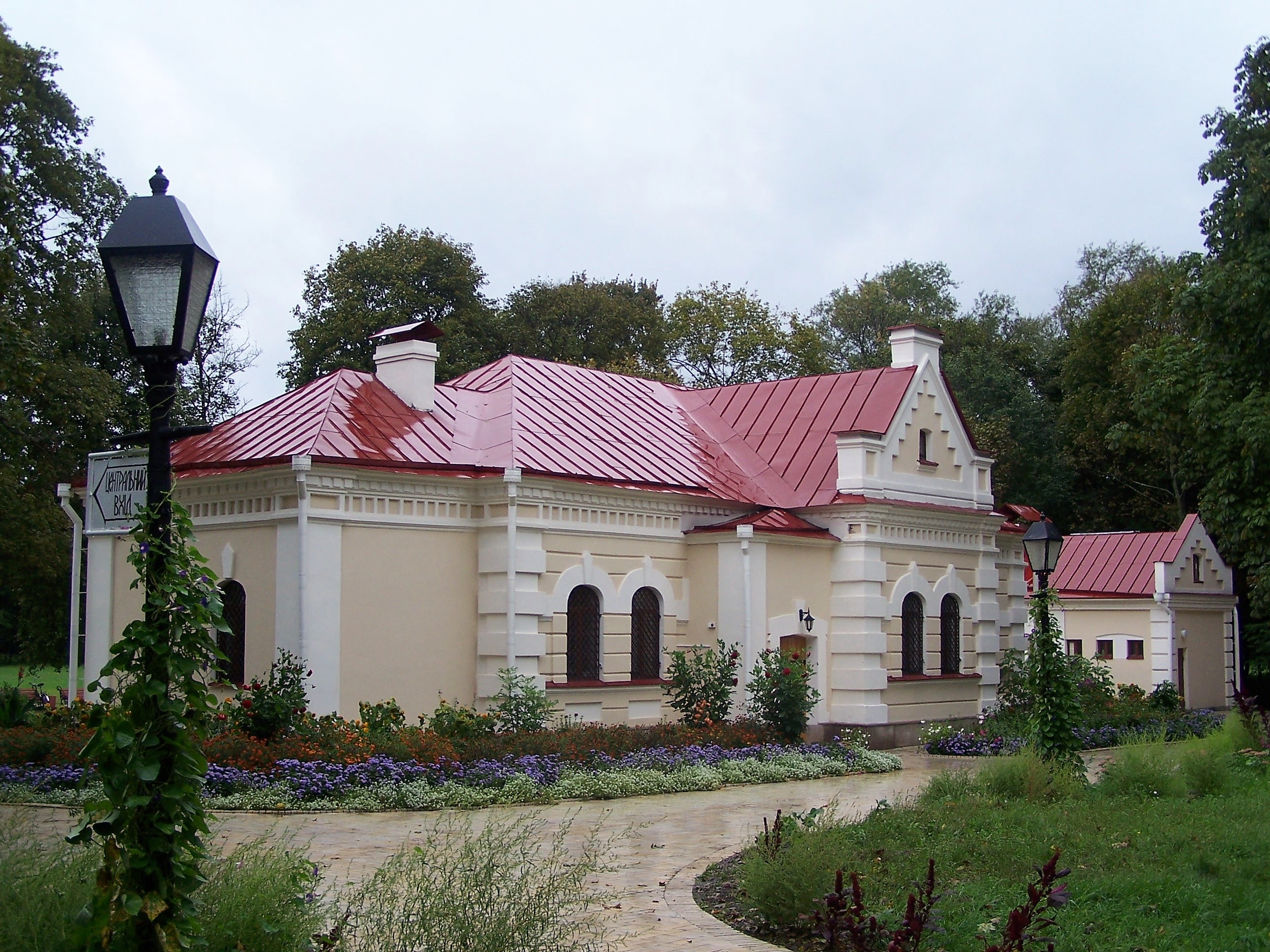
La Maison du juge général Vassili Kotchoubeï de la fin du 17e siècle
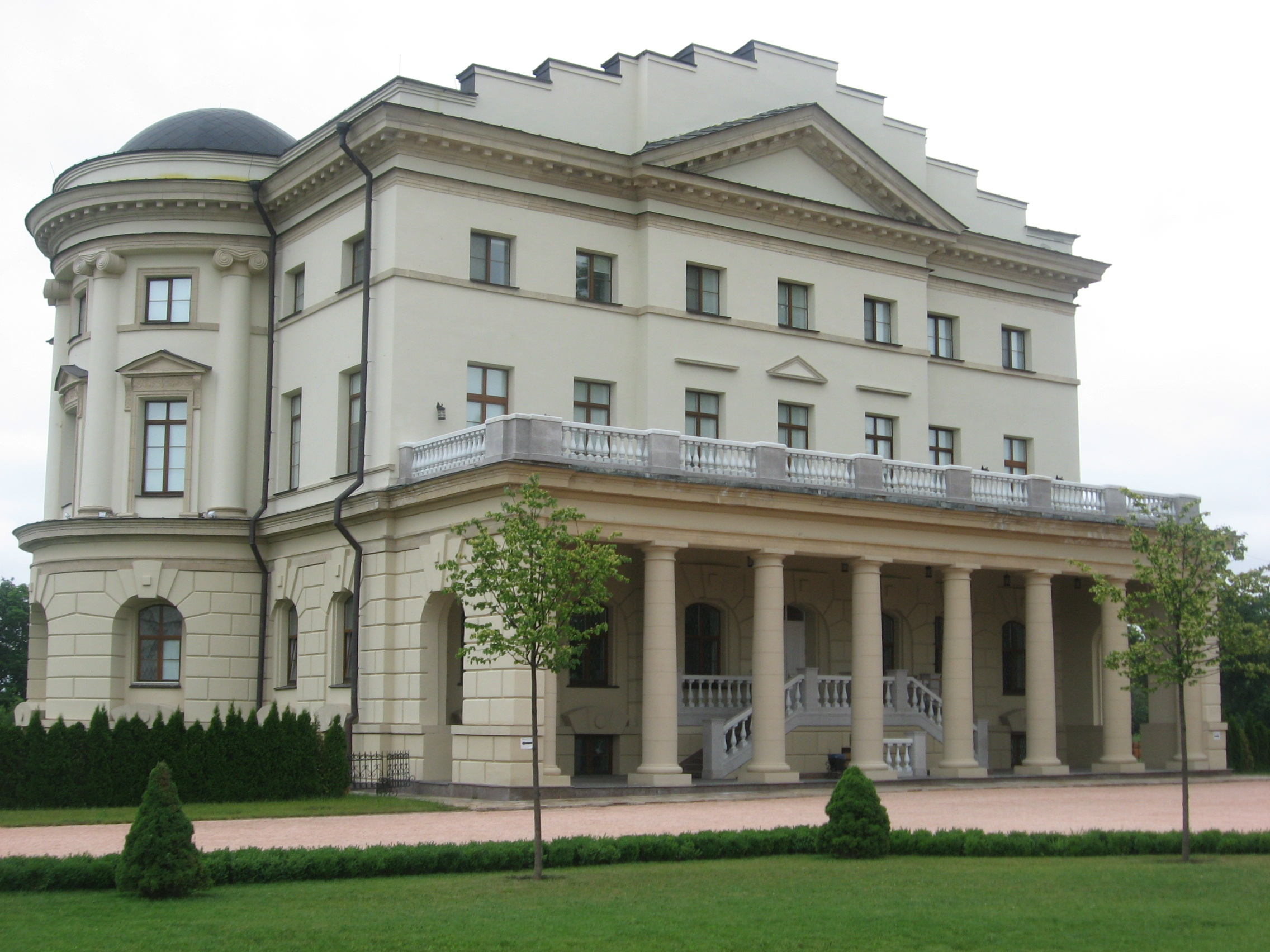
Le Palais Razoumovski classé[6].
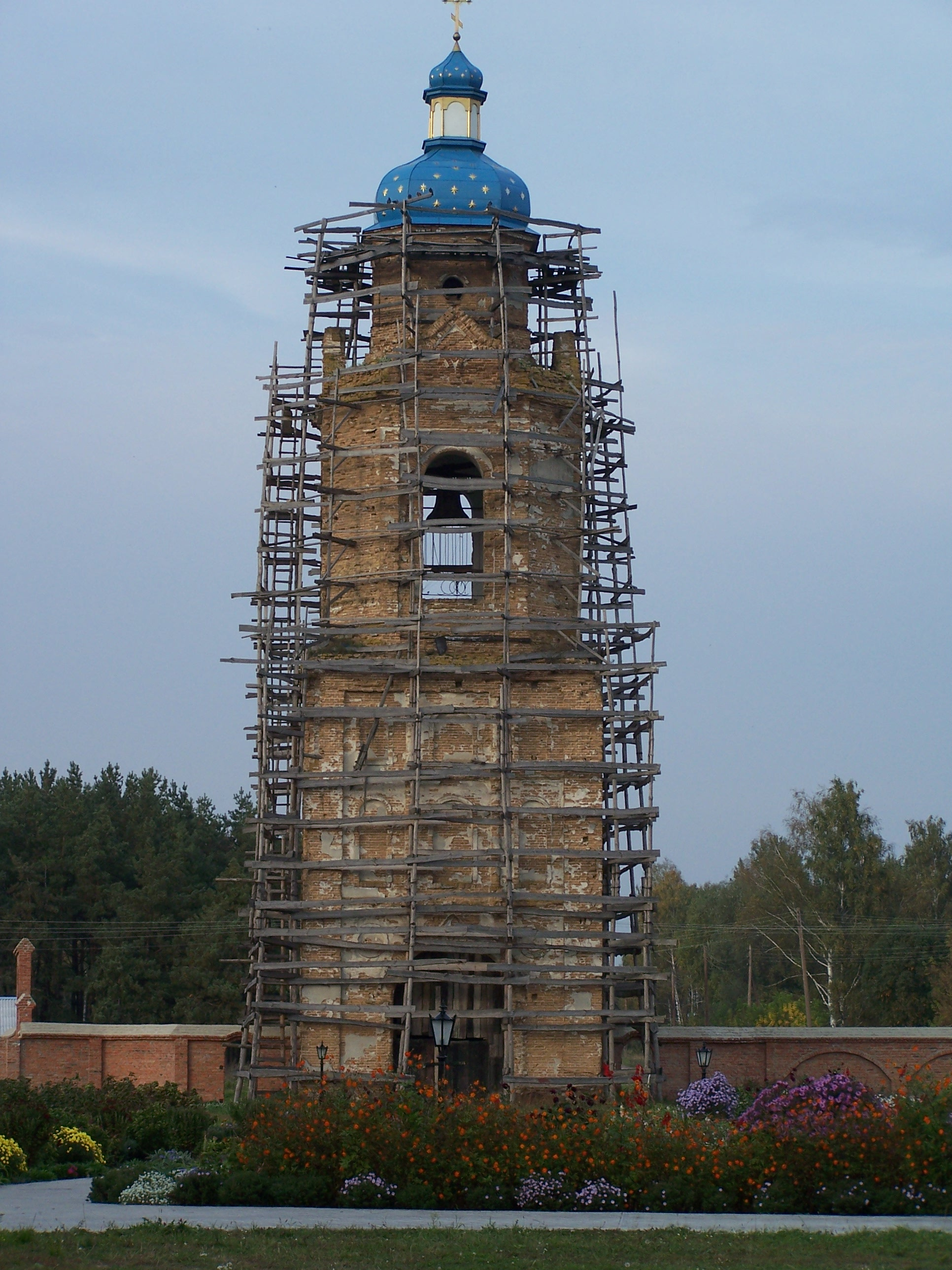
Le clocher du monastère de Batouryn Mykolayiv Krupitsky,  classée[7].
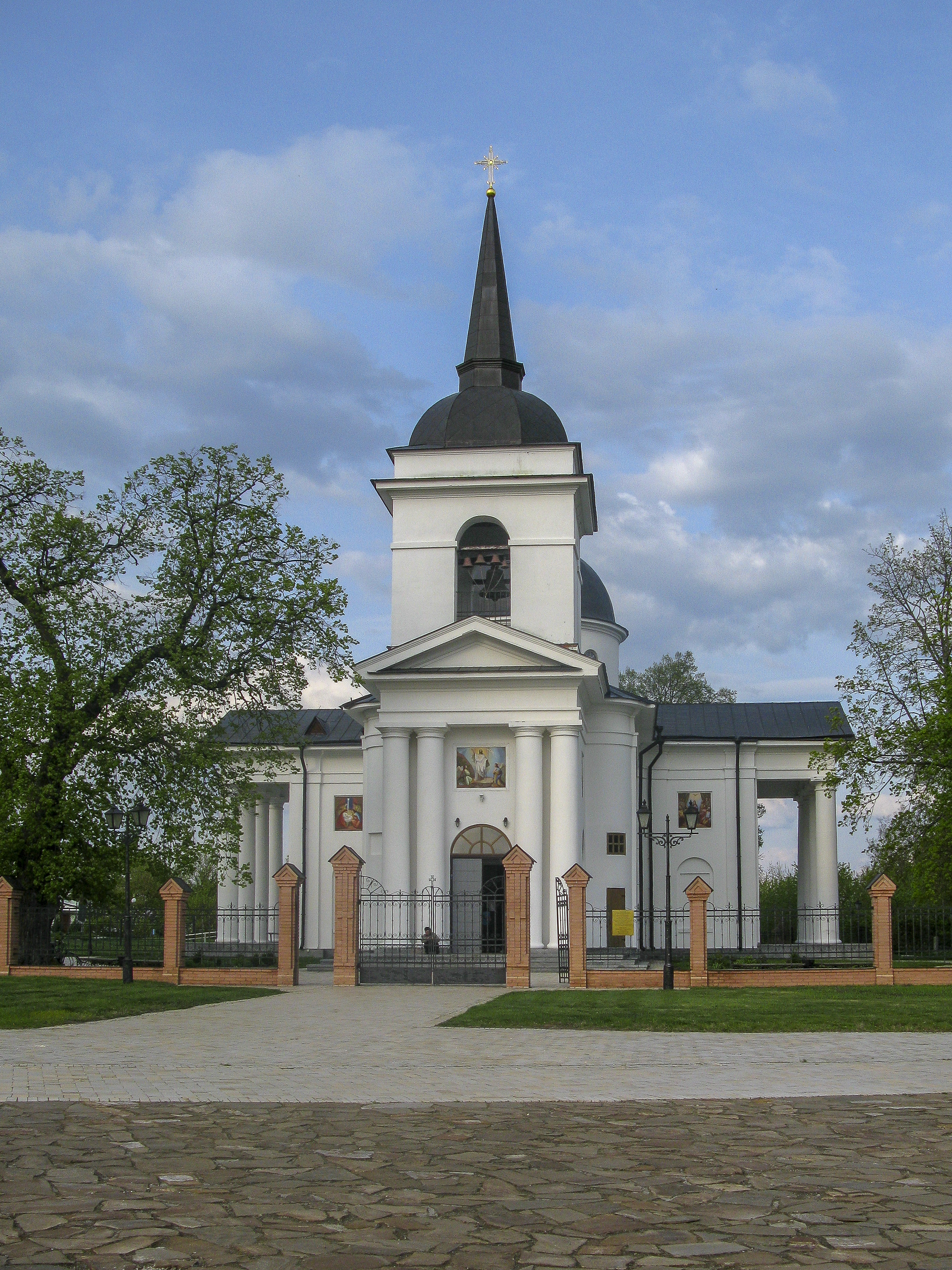
L'église de la Résurrection – la tombe de l'Hetman K. Rozoumovski, 1803 classée[8].